# Laurie Holden

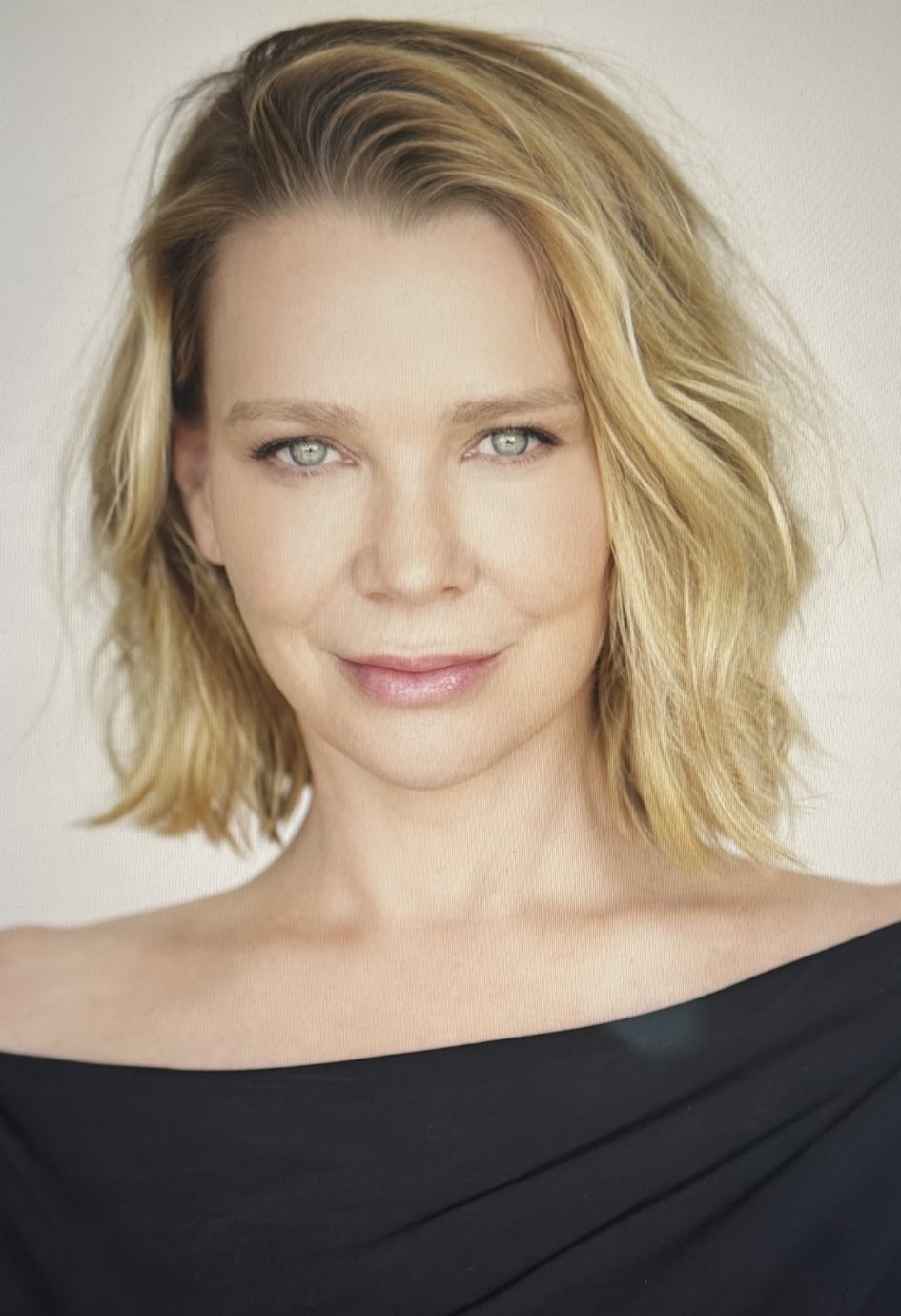
Laurie Holden (2023)

Heather Laurie Holden (* 17. Dezember 1969 in Los Angeles, Kalifornien) ist eine US-amerikanisch-kanadische Schauspielerin.

## Leben und Leistungen
Laurie Holden ist eine Tochter von Glenn Corbett (1922–1997) und Adrienne Ellis (* 1941) sowie die Enkeltochter der britisch-amerikanischen Schauspielerin Gloria Holden (1903–1991). Holden verbrachte ihr erstes Studienjahr an der McGill University, an der sie Wirtschaft und Politikwissenschaften studierte. Sie wechselte an die University of California, Los Angeles, wo sie ihren Bachelor of Arts im Bereich Theater arts absolvierte.
Ihre erste Rolle hatte sie bereits 1980 in der Miniserie Die Mars-Chroniken, die auf Ray Bradburys Die Mars-Chroniken basiert. Weitere Rollen folgten erst ab 1986, so trat sie mit kleineren Rollen in Filmen, Fernsehfilmen und Fernsehserien auf. Für ihre Gastrolle in einer Folge der Krimiserie Ein Mountie in Chicago erhielt Holden eine Nominierung für den Gemini Award 1996 in der Kategorie Beste weibliche Gastrolle in einer Fernsehserie (Best Performance by an Actress in a Guest Role in a Dramatic Series).
Weitere Bekanntheit erreichte Holden mit ihrer wiederkehrenden Nebenrolle der Marita Covarrubias in der Fernsehserie Akte X – Die unheimlichen Fälle des FBI. In dem Filmdrama The Majestic hatte sie 2001 neben Jim Carrey eine Hauptrolle. Im Horrorfilm Silent Hill trat sie als Polizistin Cybil Bennett in Erscheinung. Im Horror-Thriller Der Nebel spielte sie die Amanda Dunfrey.
2008 war sie als Olivia Murray in der Krimiserie The Shield – Gesetz der Gewalt zu sehen. Von 2010 bis 2013 gehörte Holden als Andrea zur Stammbesetzung der Zombie-Serie The Walking Dead. Dafür gewann sie 2013 einen Saturn Award als Beste Nebendarstellerin im Fernsehen (Best Supporting Actress on Television), nachdem sie für diesen Preis bereits 2011 nominiert gewesen war.
Holden besitzt die US-amerikanische und kanadische Staatsbürgerschaft. Seit 2014 gehört sie der Organisation „Operation Underground Railroad“ an, welche sich in Südamerika gegen den Kinderhandel und Kinderporno-Handel einsetzt. Der erste Fall, an dem Holden beteiligt war, wurde in dem Dokumentarfilm „The Abolitionists“ nachgezeichnet.
Ihre deutsche Synchronstimme leiht ihr oft Christin Marquitan.

## Filmografie (Auswahl)
- 1980: Die Mars-Chroniken (The Martian Chronicles, Miniserie, 2 Folgen)
- 1986: Saison für Seitensprünge (Separate Vacations)
- 1988: Captain Power (Captain Power and the Soldiers of the Future, Fernsehserie, Folge 1x12)
- 1989: Die Anwältin (Physical Evidence)
- 1991: Ein gesegnetes Team (Father Dowling Mysteries, Fernsehserie, Folge 3x19)
- 1991: Die junge Katharina (Young Catherine, Fernsehfilm)
- 1994: TekWar: Excalibur – Schwert der Macht (TekWar: TekLab, Fernsehfilm)
- 1995: Highlander (Fernsehserie, Folge 4x01)
- 1995: Gnadenlos (Expect No Mercy)
- 1995: Ein Mountie in Chicago (Due South, Fernsehserie, Folge 1x22)
- 1996: Mord ist ihr Hobby (Murder, She Wrote, Fernsehserie, Folge 12x22)
- 1996: Lederstrumpf – Der Indianer-Scout (The Pathfinder, Fernsehfilm)
- 1996: Poltergeist – Die unheimliche Macht (Poltergeist: The Legacy, Fernsehserie, Folge 1x14)
- 1996–2002: Akte X – Die unheimlichen Fälle des FBI (The X-Files, Fernsehserie, 10 Folgen)
- 1997: Im Spiegel des Abgrunds (Echo, Fernsehfilm)
- 1997: Alibi – Dein Mörder spielt mit (Alibi, Fernsehfilm)
- 1997: Dead Man’s Guns (Fernsehfilm)
- 1998: Todesschwadron aus der Zukunft (Past Perfect)
- 1998–2000: Die glorreichen Sieben (The Magnificent Seven, Fernsehserie, 18 Folgen)
- 2000: Outer Limits – Die unbekannte Dimension (The Outer Limits, Fernsehserie, Folge 6x05)
- 2000: The Man Who Used To Be Me (Fernsehfilm)
- 2001: Big Sound (Fernsehserie, Folge 1x05)
- 2001: The Majestic
- 2004: Meet Market
- 2005: Bailey’s Billion$
- 2005: Fantastic Four
- 2006: Silent Hill
- 2007: Der Nebel (The Mist)
- 2008: The Shield – Gesetz der Gewalt (The Shield, Fernsehserie, 13 Folgen)
- 2010–2013, 2022: The Walking Dead (Fernsehserie, 36 Folgen)
- 2014: Dumm und Dümmehr (Dumb and Dumber To)
- 2014–2015: Major Crimes (Fernsehserie, 3 Folgen)
- 2015: Chicago Fire (Fernsehserie, Folge 3x19)
- 2017: Pyewacket – Tödlicher Fluch (Pyewacket)
- 2017–2018: The Americans (Fernsehserie, 12 Folgen)
- 2018: Dragged Across Concrete
- 2019: Proven Innocent (Fernsehserie, 7 Folgen)
- 2019: Arctic Justice: Thunder Squad (Arctic Dogs, Stimme)
- 2022: The Boys (Fernsehserie, 5 Folgen)